# Code Blue (2011)
Code Blue is een Nederlandse film uit 2011 van regisseuse Urszula Antoniak. De film ging in première tijdens het Filmfestival van Cannes en won Gouden Kalveren voor geluid en camerawerk.

## Verhaal
Marian, een verpleegster van middelbare leeftijd, voert op eigen houtje stiekem euthanasie uit op patiënten. Haar persoonlijke leven kenmerkt zich door eenzaamheid en het onvermogen zich emotioneel te uiten. Een seksuele ontmoeting loopt uit de hand.
De film lijkt gebaseerd op Lucia de Berk maar Antoniak ontkent dat. Ze heeft het fenomeen  serial killer nurses bestudeerd.

## Rolverdeling
- Bien de Moor: Marian
- Lars Eidinger: Konrad
- Annemarie Prins: Willie
- Sophie van Winden: Anne
- Christine Bijvanck: nachtzuster
- Hans Kesting: arts
- Hanna van Vliet: kassière